# Seznam nemških teroristov
Seznam nemških teroristov.

## A
- Brigitte Asdonk

## B
- Andreas Baader
- Monika Berberich

## E
- Gudrun Ensslin

## G
- Burkhard Garweg
- Irene Goergens
- Wolfgang Grams
- Manfred Grashof

## K
- Christian Klar
- Daniela Klette

## M
- Horst Mahler (odvetnik, levi in desni skrajnež)
- Ulrike Meinhof
- Holger Meins
- Irmgard Möller
- Brigitte Mohnhaupt
- Uwe Mundlos

## P
- Thorwald Proll
- Astrid Proll

## R
- Jan-Carl Raspe
- Tobias Rathjen

## S
- Petra Schelm
- Ingrid Schubert
- Horst Söhnlein
- Ernst-Volker Staub

## W
- Ralf Wohlleben